# Waco CG-3
Waco CG-3 byl americký lehký vojenský kluzák vyvinutý v době druhé světové války.

## Vznik a vývoj
CG-3 vzniknul z prototypu XCG-3, sériového čísla 41-29617, který byl v rámci programu jako jediný postaven firmou Waco.
CG-3 se stal prvním vojenským kluzákem sériově vyráběným pro United States Army Air Forces. Původní objednávka zněla na 300 kusů, ale objednávka na 200 z nich byla zrušena. Ze 100 kusů vyrobených společností Commonwealth Aircraft (dříve Rearwin Aircraft) bylo několik užívano jako cvičných pro posádky novějších Waco CG-4A, avšak většina zůstala skladovaná v přepravních kontejnerech.

## Role za druhé světové války
Se vznikem podstatně zlepšeného Waco CG-4, schopného přepravovat patnáct osob anebo alternativně zbraně a vojenskou techniku, se CG-3 stal nadbytečným. CG-3A tak nebyl bojově nasazen a vyrobené exempláře byly v omezeném počtu užívány k výcviku.

## Varianty
- XCG-3A: V roce 1942 postaven jediný prototyp s kapacitou osmi osob.[2]
- CG-3A: Sériové provedení pro devět osob. Společností Commonwealth Aircraft vyrobeno 100 kusů.[2]

## Uživatelé
- Spojené státy americké
  - United States Army Air Forces

## Specifikace (CG-3A)

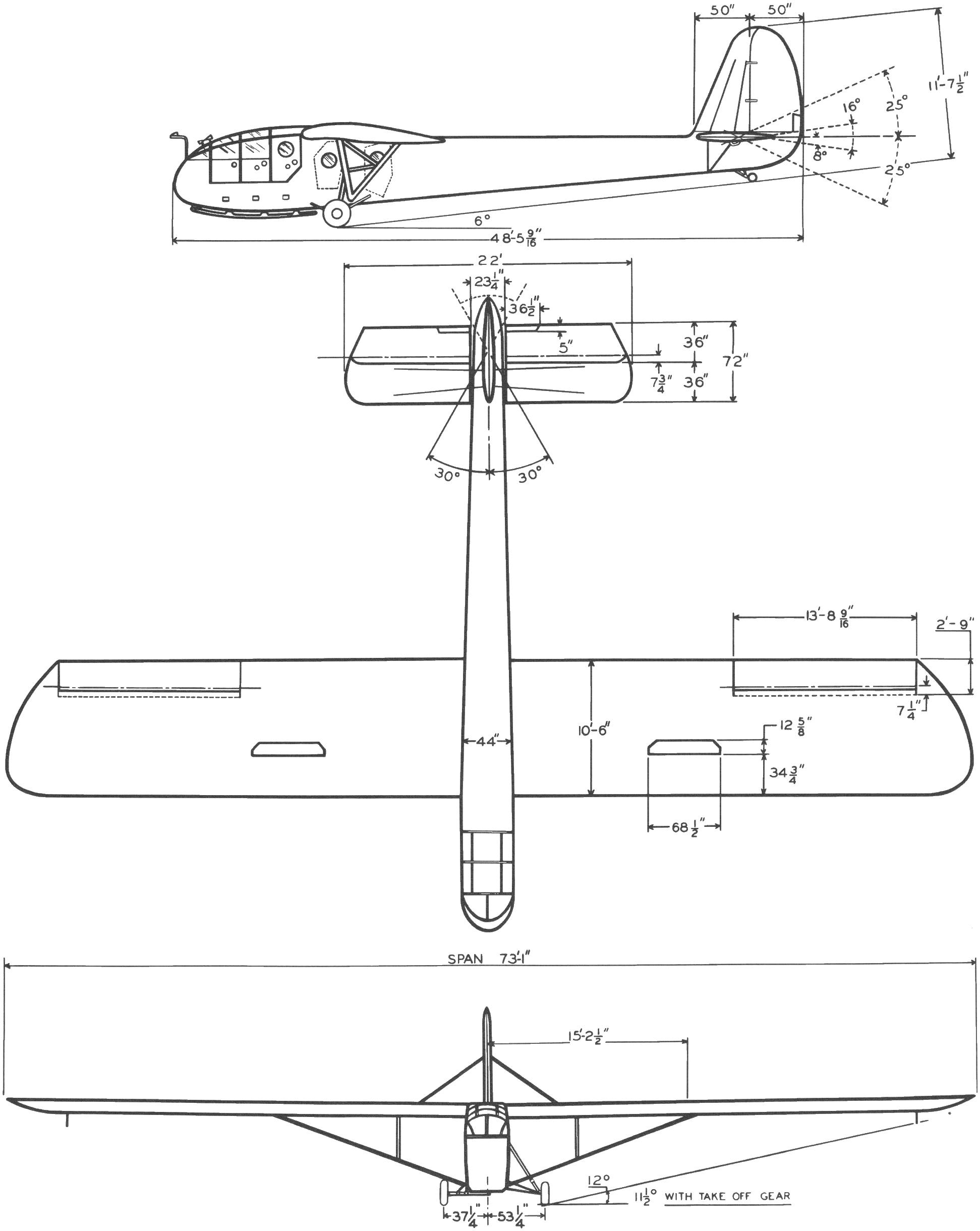
Třípohledový nákres CG-3A

Údaje dle The Concise Guide to American Aircraft of World War II

### Technické údaje
- Posádka: 2
- Kapacita: 7 vojáků
- Délka: 13,21 m (43 stop a 4 palce)
- Rozpětí: 22,28 m (73 stop a 1 palec)
- Výška:
- Nosná plocha:
- Prázdná hmotnost: 927 kg (2 044 lb)
- Maximální vzletová hmotnost: 1 996 kg (4 400 lb)

### Výkony
- Maximální rychlost: 193 km/h (120 mph, 104 uzle) (v tahu)
- Cestovní rychlost: 161 km/h (100 mph, 87 uzlů)
- Pádová rychlost: 61 km/h (38 mph, 33 uzlů)